# Szalakna
Szalakna románul: Zlagna, falu Romániában, a Bánságban, Krassó-Szörény megyében.

## Fekvése
Karánsebestől délkeletre fekvő település.

## Története
Szalakna románul: Zlagna nevét 1503-ban említette először oklevél p. Zlathna, v. Zlatyna néven.
1566-ban Zlattna, 1640-ben Zlakna, 1774-ben 
Slakna, Szlakna,  Slakna, 1888-ban Szlagna, 1913-ban Szalakna néven volt említve.
1503-ban II.Ulászló király oklevele említette első ízben, melyben jóváhagyta a Margai György és özvegy Horváth Orsolya közti birtokcserét, mellyel Margay György Horváth Orsolyának átadta a karánsebesi kerületben fekvő Kopács, Zlatlina, Zlospataka és Valisora részbirtokait. Horváth Miklósné Orsolya, Zlospataka kivételével, a többi részbirtokokat még ugyanez évben eladta Gerlistyei Jakab Szörényi bánnak. Azonban Margai István maga és
testvérei nevében a gyulafehérvári káptalan előtt ellentmond az eladásnak.
1544-ben, Gerlistyei Miklós, Jakab fia halála után rokonsága Zalatbna
és Kopács falu eladásáról határozott a hátra maradt adósság kifizetése céljából.
1588-ban Báthory Zsigmond fejedelem rendelkezett Karánsebes város határainak uj jelekkel való ellátásáról, megjegyezve, hogy a város Jász, Zlakna Gredistye és más falvakkal is határos.
1640-ben Tivadar Gergely Kasztrucz Anna férje, Kún Gábornak a szörénymegyei Zlakna faluban levő részbirtokát, a köztük létrejött birtokegyezség folytán cserébe adta.
Az utolsó török háborúig Szlakna falu házai szétszórtan álltak, a házakat a török háború után telepítették át mostani helyükre, a Szlakna csermely mellé.
A román-bánsági határőrezred fennállása idejében Szlakna annak karánsebesi századához tartozott.
A trianoni békeszerződés előtt Krassó-Szörény vármegye Karánsebsi járásához tartozott.
1910-ben 551 görög keleti ortodox román lakosa volt.

## Források

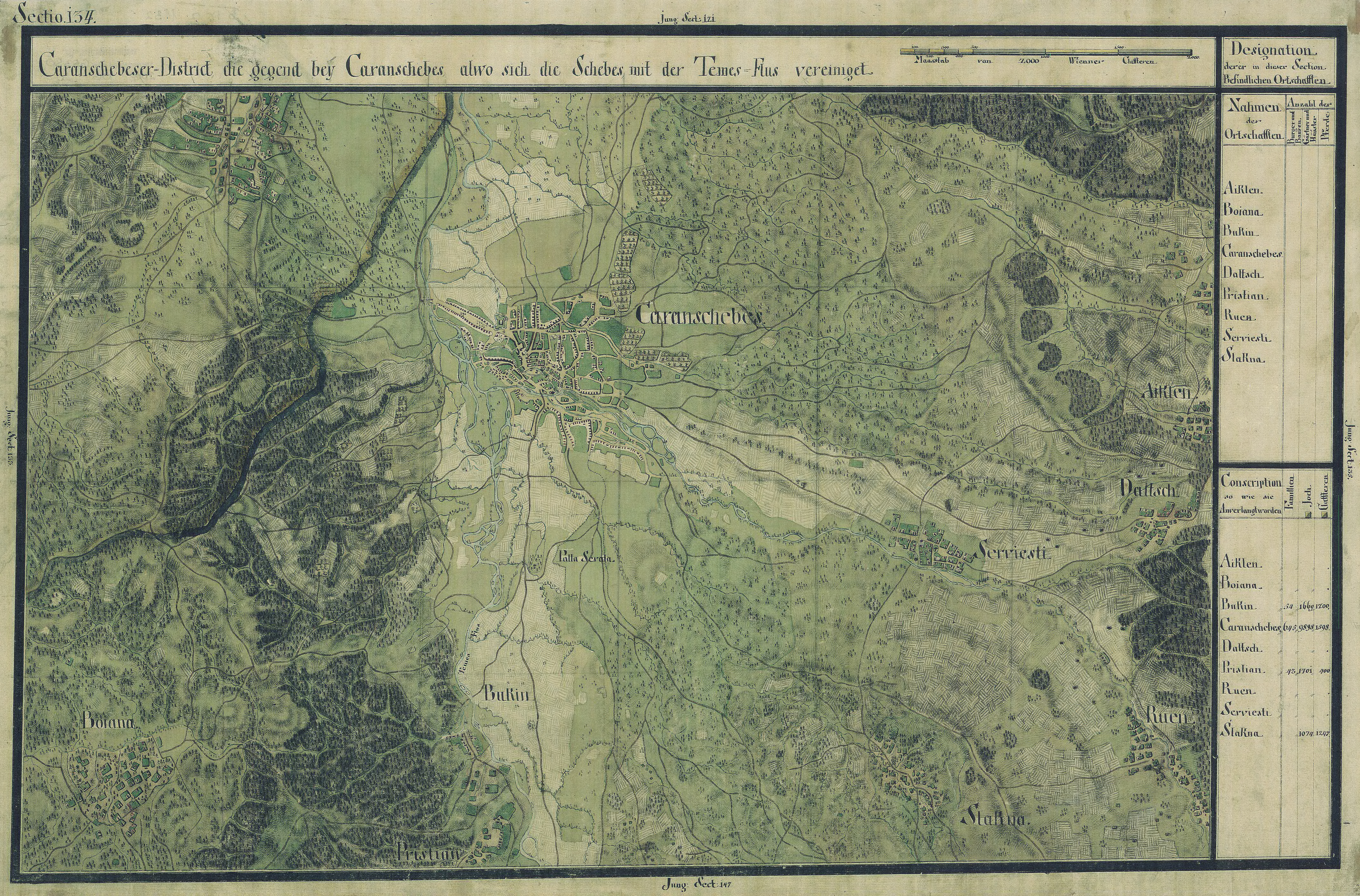
Szalakna egy régi térképen

## Nevezetességek
- Görög keleti temploma